# اقبالیه (آران و بیدگل)
اقبالیه روستایی در دهستان کویر بخش کویرات شهرستان آران و بیدگل استان اصفهان ایران است.

## جمعیت
بر پایه سرشماری عمومی نفوس و مسکن در سال ۱۳۹۵ جمعیت این روستا ۴ نفر (۴خانوار) بوده‌است.